# Щепаняк, Янник
Янник Щепаняк (фр. Yannick Szczepaniak, р.29 января 1980) — французский борец греко-римского стиля, призёр Олимпийских игр.

## Биография
Родился в 1980 году в Саргемине. В 2004 году принял участие в Олимпийских играх в Афнах, но стал там лишь 6-м. В 2008 году принял участие в Олимпийских играх в Пекине, но занял там лишь 5-е место.
В ноябре 2016 года, после перепроверки допинговых проб Олимпиады-2008, российский борец Хасан Бароев был уличён в применении допинга и лишён олимпийской медали. После пересчёта результатов Янник Щепаняк в 2017 году был признан бронзовым призёром Олимпийских игр 2008 года.